# Microsoft Office 2000
Microsoft Office 2000是微軟承繼 Microsoft Office 97 的辦公室套裝軟體，支援32位元系統，相容於 Windows 2000 作業系統。所有 Office 2000 內包含的軟體都有物件連結與嵌入的功能，軟體間的資料可互相轉移。此外，Office 2000 的RTM版本是微軟 Office 系列產品最後一個無添加產品啟動功能的版本，雖然在澳洲、巴西、加拿大、中國、香港、紐西蘭和美國所推出的非大量授權的更新版 Office 2000 已加入產品啟動的功能，使用者需利用網路進行啟動。
Office 2000 的主流支援已於2004年6月30日結束，延伸支援已於2009年7月14日結束。

## 版本
Office 2000 以五種版本推出：
| 內含軟體                 | 軟體別                 | 標準版 | 小型企業版 | 專業版 | 終極版 | 開發人員版 |
| ------------------------ | ---------------------- | ------ | ---------- | ------ | ------ | ---------- |
| Word 2000                | 文字處理器             | 有     | 有         | 有     | 有     | 有         |
| Excel 2000               | 試算表                 | 有     | 有         | 有     | 有     | 有         |
| Outlook 2000             | 個人信息管理系統       | 有     | 有         | 有     | 有     | 有         |
| PowerPoint 2000          | 簡報軟體               | 有     | 無         | 有     | 有     | 有         |
| Publisher 2000           | 桌面出版               | 無     | 有         | 有     | 有     | 有         |
| 小型企業工具集           | 小型企業工具           | 無     | 有         | 有     | 有     | 有         |
| Access 2000              | 關聯式資料庫           | 無     | 無         | 有     | 有     | 有         |
| FrontPage 2000           | HTML編輯器             | 無     | 無         | 無     | 有     | 有         |
| PhotoDraw 2000           | 矢量圖和點陣圖處理軟體 | 無     | 無         | 無     | 有     | 有         |
| 開發者工具和軟體開發工具 |                        | 無     | 無         | 無     | 無     | 有         |

Office 2000 內含軟體的版本號與前幾代有所不同，採用四位數數字，以凸顯其與Y2K問題相容的機制。

## Office 2000 彩蛋
Microsoft Excel 隱藏了一個遊戲「Dev Hunter」，Microsoft Access 隱藏了一個八號球玩具，Microsoft Word 則隱藏了軟體製作團隊的名錄。

## 同時期產品
- Microsoft MapPoint 2000
- Microsoft Project 2000
- Microsoft Visio 2000
- Microsoft Vizact 2000

## 外部連結
- Office 2000 資訊中心 （页面存档备份，存于）
- Office 2000 軟體服務下載
- Microsoft Office 程式（舊有 Microsoft Office 網站的存檔）
- Office 2000 套裝軟體（舊有 Microsoft Office 網站的存檔）